# Macizo Colombiano
Il Macizo Colombiano, anche chiamato Nodo di Almaguer (in spagnolo Nudo de Almaguer), è la stella idrica più importante della Colombia. È costituito da una congiunzione montuosa dei Cammini colombiani, la quale si estende nei dipartimenti di Cauca, Huila e Nariño.